# El Baptisme de Crist (Galeria Nacional de Roma)
El Baptisme de Crist, exhibit a la Galleria Nazionale d'Arte Antica de Roma, és un llenç d'El Greco realitzat entre 1596-1600. En el primer inventari realitzat per Jorge Manuel Theotocópuli després de la mort del seu pare, hi consta una obra d'aquesta temàtica, i en el segon inventari n'hi apareixen dues. Una de les peces inventariades podría ser aquesta que està actuament a Roma.

## Tema de l'obra
El Baptisme de Jesús és un tema considerat molt important, explicitat tant als tres evangelis sinòptics com en el Evangeli segons Joan.

## Anàlisi de l'obra
Oli sobre llenç; 111 x 47 cm.; Galleria Nazionale d'Arte Antica; Roma.
És el pendant d'una "Adoració del Pastors" d'El Greco, també a la Galleria Nazionale d'Arte Antica de Roma.
És una rèplica (potser un esbós) d'El Baptisme de Crist (Retaule de María de Aragón). Lamentablement, aquest llenç va ésser excessivament netejat, perdent bona part de la pintura original.

## Procedència
- Col·lecció particular, Sicília.
- Adquirit per la Galleria Nazionale l'any 1908.